# Metallofoon
Onder metallofoon wordt in het algemeen een idiofoon verstaan waarbij het trillen van een metalen lichaam de klank doet ontstaan (zoals bij een gong of een tamtam).
Meer specifiek wordt wel het glockenspiel als metallofoon aangeduid.
In tegenstelling tot de xylofoon, de marimba en de vibrafoon wordt bij het glockenspiel alleen de grondtoon gestemd (door de toetslengte). Eventueel bijstemmen gebeurt door te vijlen. De boventonen kunnen vanwege de geringe dikte van de toetsen niet gestemd worden. Muzikaal is dat geen bezwaar, omdat deze boventonen aan de grens van het menselijk gehoor liggen, waar toonhoogte in muzikale zin niet meer exact waarneembaar is.
In het muziekonderwijs aan jonge kinderen wordt onder andere in het Orff-Schulwerk dit muziekinstrument vaak uitgevoerd zonder een rij voor de chromatische tonen.
De metallofoon en soortgenoten worden in de volksmond vaak alle ten onrechte xylofoon genoemd.

## Lamellofoon
Een lamellofoon is tevens een muziekinstrument waarbij metalen lichamen de klank doen ontstaan. Echter ligt bij een metallofoon het klanklichaam los en bij een lammellofoon is het klanklichaam aan één kant bevestigd aan de klankkast. Een duimpiano en een stemvork vallen onder de lammelofonen.